# Foxholm (Dakota del Norte)
Foxholm es un lugar designado por el censo ubicado en el condado de Ward en el estado estadounidense de Dakota del Norte. En el censo de 2010 tenía una población de 75 habitantes y una densidad poblacional de 30,2 personas por km².

## Geografía
Foxholm se encuentra ubicado en las coordenadas 48°21′56″N 101°34′20″O / 48.36556, -101.57222. Según la Oficina del Censo de los Estados Unidos, Foxholm tiene una superficie total de 2.48 km², de la cual 2.48 km² corresponden a tierra firme y (0%) 0 km² es agua.

## Demografía
Según el censo de 2010, había 75 personas residiendo en Foxholm. La densidad de población era de 30,2 hab./km². De los 75 habitantes, Foxholm estaba compuesto por el 100% blancos, el 0% eran afroamericanos, el 0% eran amerindios, el 0% eran asiáticos, el 0% eran isleños del Pacífico, el 0% eran de otras razas y el 0% pertenecían a dos o más razas. Del total de la población el 0% eran hispanos o latinos de cualquier raza.